# جاك والش
جاك والش (بالإنجليزية: Jack Walsh)‏ (11 فبراير 1901 ببلاكبرن في المملكة المتحدة - 12 يونيو 1965 ببرستل في المملكة المتحدة) هو لاعب كرة قدم بريطاني (وحمل سابقاً جنسية المملكة المتحدة لبريطانيا العظمى وأيرلندا) في مركز الظهير. لعب مع بلاكبيرن روفرز ونادي بريستول سيتي ونادي ميلوول وDarwen F.C. (1870) ‏ وAberdare Athletic F.C. ‏.

## وصلات خارجية
- جاك والش على موقع قاعدة بيانات كرة القدم.إي يو (الإنجليزية)